# Taoiseach
Taoiseach (výslovnost: [týšach], mn. č.: taoisigh [týší]), formálně též An Taoiseach, je oficiální titul premiéra Irské republiky. Taoiseach je jmenován prezidentem na návrh Dáilu (sněmovny). Úřad taoiseacha zavedla ústava Irské republiky z roku 1937, která nahradila ústavu Svobodného irského státu z roku 1922. V letech 1922–1937 se irská vláda nazývala Výkonná rada a její předseda nesl titul Předseda Výkonné rady (Uachtaráin na hArd-Chomhairle / President of the Executive Council). 
Od ledna 2025 je irský premiérem Micheál Martin, vůdce centristické Fianna Fáil.

## Původ titulu
Slovo taoiseach pochází z irštiny a jeho původní význam je „vůdce“, „náčelník“. Dnes je toto označení irského premiéra běžně užíváno v angličtině i dalších jazycích. Na staré irské tradice odkazuje i titul Tánaiste („nástupce“), kterým je označován zástupce taoiseacha; v dobách raně středověkých irských království se výrazem tánaise ríg označoval nástupce, ustanovený za života krále pro případ jeho smrti či zranění (královská moc u starých Irů nebyla automaticky dědičná z otce na syna).

## Ústavní pravomoci
Podle irské ústavy z roku 1937 navrhují taoiseacha poslanci Dáilu ze svých řad. Taoiseach je jmenován prezidentem a poté předloží Dáilu návrh složení vlády. Poté, co Dáil návrh schválí, jmenuje prezident tánaista i ostatní ministry. Taoiseach je z výkonu své funkce odpovědný Dáilu. Jeho postavení však posilují některé důležité pravomoci. 1) Má právo sám o sobě žádat demisi člena svého kabinetu. 2) Pokud ztratí důvěru, nemusí nevyhnutelně odstoupit, ale má právo žádat prezidenta o rozpuštění Dáilu a vypsání nových voleb; prezident může, ale nemusí žádosti vyhovět (pokud k rozpuštění Dáilu dojde, zůstává taoiseach ve funkci a žádá o důvěru nově zvolený Dáil). Taoiseach má také pravomoc jmenovat jedenáct ze šedesáti členů Seanadu (senátu).
Předseda Výkonné rady Svobodného irského státu takové pravomoci neměl. Nenavrhoval ministry, pouze místopředsedu. Rozpuštění Dáilu mohla žádat pouze většina členů Výkonné rady a demise jednotlivých ministrů nebyla možná (tehdejší ústava podle britského vzoru připouštěla pouze kolektivní demisi vlády).
Úřad taoiseacha zpravidla zastává předseda hlavní strany vládní koalice. Jediným taoiseachem, který nebyl lídrem své strany, byl svého času John Aloysius Costello, neboť tehdejšího předsedu jeho strany Fine Gael koaliční partneři nominovat odmítli.